# Trzebca
Trzebca (prononcé en polonais : [ˈtʂɛpt͡sa]) est un village de la gmina de Nowa Brzeźnica, du powiat de Pajęczno, dans la voïvodie de Łódź, situé dans le centre de la Pologne.

## Géographie
| - OpenStreetMap Trzebca |

Il se situe à environ 9 kilomètres au sud-ouest de Nowa Brzeźnica (siège de la gmina), 14 kilomètres au sud de Pajęczno (siège du powiat) et 88 kilomètres au sud de Łódź (capitale de la voïvodie).
Sa population s'élevait approximativement à 65 habitants en 2006.

## Administration
De 1975 à 1998, le village était attaché administrativement à l'ancienne voïvodie de Częstochowa.

Depuis 1999, il fait partie de la nouvelle voïvodie de Łódź.